# Université d'Oran 1 Ahmed Ben Bella
 (novembre 2023).
La mise en forme du texte ne suit pas les recommandations de Wikipédia : il faut le « wikifier ».
Les points d'amélioration suivants sont les cas les plus fréquents. Le détail des points à revoir est peut-être précisé sur la page de discussion.
- Les titres sont pré-formatés par le logiciel. Ils ne sont ni en capitales, ni en gras.
- Le texte ne doit pas être écrit en capitales (les noms de famille non plus), ni en gras, ni en italique, ni en « petit »…
- Le gras n'est utilisé que pour surligner le titre de l'article dans l'introduction, une seule fois.
- L'italique est rarement utilisé : mots en langue étrangère, titres d'œuvres, noms de bateaux, etc.
- Les citations ne sont pas en italique mais en corps de texte normal. Elles sont entourées par des guillemets français : « et ».
- Les listes à puces sont à éviter, des paragraphes rédigés étant largement préférés. Les tableaux sont à réserver à la présentation de données structurées (résultats, etc.).
- Les appels de note de bas de page (petits chiffres en exposant, introduits par l'outil «  Source ») sont à placer entre la fin de phrase et le point final[comme ça].
- Les liens internes (vers d'autres articles de Wikipédia) sont à choisir avec parcimonie. Créez des liens vers des articles approfondissant le sujet. Les termes génériques sans rapport avec le sujet sont à éviter, ainsi que les répétitions de liens vers un même terme.
- Les liens externes sont à placer uniquement dans une section « Liens externes », à la fin de l'article. Ces liens sont à choisir avec parcimonie suivant les règles définies. Si un lien sert de source à l'article, son insertion dans le texte est à faire par les notes de bas de page.
- La présentation des références doit suivre les conventions bibliographiques. Il est recommandé d'utiliser les modèles {{Ouvrage}}, {{Chapitre}}, {{Article}}, {{Lien web}} et/ou {{Bibliographie}}. Le mode d'édition visuel peut mettre en forme automatiquement les références.
- Insérer une infobox (cadre d'informations à droite) n'est pas obligatoire pour parachever la mise en page.

Pour une aide détaillée, merci de consulter Aide:Wikification.
Si vous pensez que ces points ont été résolus, vous pouvez retirer ce bandeau et améliorer la mise en forme d'un autre article.
L'Université Oran 1 Ahmed Ben Bella (en arabe : جامعة وهران 1 أحمد بن بلة) est une université algérienne située dans la wilaya d'Oran. Par le passé, portant le nom de l'Université d’Oran Es-Sénia,  elle a été créée comme annexe de l'enseignement universitaire  en novembre 1961 puis rattachée à l'université d'Alger le 13 avril 1965. Elle devient la première université fondée après l'indépendance le 20 décembre 1967.

## Structure
L'Université Oran1 a été l'une des plus importantes et des plus grandes universités d'Algérie, qui diplôme chaque année des milliers d'étudiants dans toutes les disciplines : sciences, techniques, santé, sciences sociales et humaines, économie, gestion, droit, lettres, langues et arts.
À l'occasion du 60e anniversaire du déclenchement de la guerre de libération nationale (1954-1962), l'Université d'Oran a été divisée en deux structures : Université Oran1 - Ahmed Ben Bella [archive] (Université Es-Sénia) et Université Oran 2 - Ahmed Benahmed [archive] (Pôle universitaire Mortad Abdelmalek Ex-Belgaïd).
L'Université Oran 1 compte 5 facultés et 3 instituts :
1. L'Institut de Traduction (IT) ;
2. L'Institut des Sciences et Techniques Appliquées (ISTA) ;
3. L'institut de criminologie ;
4. La Faculté des Sciences Exactes et Appliquées (FSEA) ;
5. La Faculté des Sciences de la Nature et de la Vie (FSNV) ;
6. La Faculté de Médecine (FM) ;
7. La Faculté des Lettres, des Arts (FLA) ;
8. La Faculté des Sciences Humaines et Sciences Islamiques (FSHSI).

Pour ce qui est des infrastructures, ces facultés et instituts sont répartis sur huit campus : 

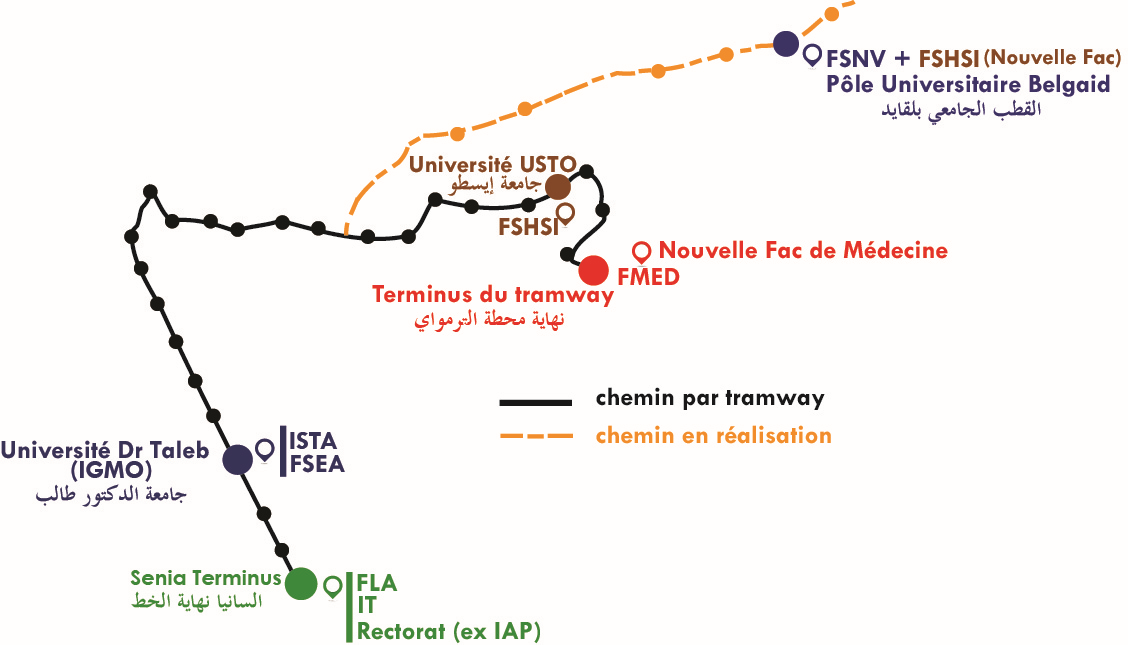
Campus Université Oran 1 Ahmed Ben Bella.

1. Campus Es-Sénia : FLA, ISTA et IT ;
2. Campus Dr. Taleb (Ex. IGMO) : FSEA et ISTA ;
3. Campus ISM (à côté du CHU Oran) : FM ;
4. Campus de la faculté de médecine (en face de l’EHU) : FM ;
5. Campus de la faculté des sciences humaines (quartier USTO) : FSHSI ;
6. Campus de la faculté des sciences islamiques (Campus Mortad Abdelmalek) : FSHSI ;
7. Campus de la faculté de sciences de la nature et la vie (Campus Mortad Abdelmalek) : FSNV.

Cette diversité thématique concerne aussi bien la formation de graduation (Licence) que de post-graduation (Master et Doctorat) et constitue une véritable richesse scientifique qui attire de plus en plus d'étudiants. L'Université Oran 1 assure la formation dans les trois filières des sciences médicales et des formations  dans 10 domaines sur les 14 du système LMD avec 40 licences, 90 masters et 52 spécialités de Doctorat LMD. Pour l'année universitaire 2023-2024, l’université compte 26 187 étudiants.
Pour faire face à cette demande et répondre aux attentes qu'elle suscite en matière de formation académique, l'Université Oran1 s'appuie sur l'expérience de ses 1 341 enseignants.
La formation universitaire exige aussi que l'enseignement soit adossé à une intense activité de recherche. C'est pour cette raison que l'université Oran1 veille à consolider et développer ses capacités appréciables en la matière avec 69 laboratoires de recherche agréés.
Elle est classée par le Webometrics au 1er rang des Universités en Algérie en janvier 2020.
L'Université Oran 1 a été aussi récemment classée parmi le top 1 000 par le « The World University Ranking » et 2e à l'échelle nationale en matière d'indicateurs de recherche scientifique.

## Anciens recteurs
- Hacène Lazreg ;
- Bekhlouf Talahite ;
- Mohamed Bouziane ;
- Mourad Selim Taleb ;
- Mohamed Mebarki ;
- Mohamed Abbou ;
- Abdelkader Derbal ;
- Larbi Chahed ;
- Mohamed Senouci ;
- Abdelbaki Benziane ;
- Ahmed Hamou ;
- Mustapha Belhakem.

## Anciens élèves notables
- Nouria Benghabrit-Remaoun[3],[4] ;
- Sid Ahmed Boulil
- Carlos Vila Nova ;
- Mohamed Harkat ;
- Samia Manel Bezzeghoud ;
- Nora Berra[5] ;
- Tayeb Louh[6] ;
- Zak Allal[7].